# Ледовский сельсовет
Ледовский сельсовет — муниципальное образование со статусом сельского поселения в Советском районе Курской области Российской Федерации.
Административный центр — село Перцевка.

## История
Статус и границы сельсовета установлены Законом Курской области от 21 октября 2004 года № 48-ЗКО «О муниципальных образованиях Курской области».
Законом Курской области от 26 апреля 2010 года № 26-ЗКО в состав сельсовета включены населённые пункты упразднённого Среднерасховецкого сельсовета.

## Население
| 2002 | 2010 | 2012 | 2013 | 2014 | 2015 | 2016 |
| ---- | ---- | ---- | ---- | ---- | ---- | ---- |
| 760  | ↗872 | ↘825 | ↘808 | ↘780 | ↘745 | ↘719 |
| 2017 | 2018 | 2019 | 2020 | 2021 |      |      |
| ↘696 | ↘676 | ↘649 | ↘635 | ↘567 |      |      |

## Состав сельского поселения
| №  | Населённый пункт | Тип населённого пункта       | Население |
| -- | ---------------- | ---------------------------- | --------- |
| 1  | Адамовка         | посёлок                      | ↘24       |
| 2  | Барково          | деревня                      | ↘65       |
| 3  | Верхнее Гурово   | село                         | ↘189      |
| 4  | Верхняя Гриневка | деревня                      | ↘17       |
| 5  | Воронцовка       | деревня                      | ↘31       |
| 6  | Губерния         | посёлок                      | ↘20       |
| 7  | Каратеевка       | деревня                      | ↘31       |
| 8  | Ледовское        | село                         | ↘236      |
| 9  | Нижнее Гурово    | село                         | ↘0        |
| 10 | Перцевка         | село, административный центр | ↘144      |
| 11 | Рагозинка        | хутор                        | ↘25       |
| 12 | Средний Расховец | деревня                      | ↘88       |
| 13 | Фабровка         | посёлок                      | ↘2        |